# Zonsverduisteringen van 1871 t/m 1880
De periode 1871 t/m 1880 bevat 23 zonsverduisteringen. Deze zijn onderverdeeld in de volgende typen:
- 6 totale
- 9 ringvormige
- 1 hybride
- 7 gedeeltelijke

## Overzicht
Onderstaand overzicht bevat alle details van deze zonsverduisteringen.
| Datum        | UTC op Max | Type         | Stijl                       | Saros nr | Magni- tude | Lengte op Max | Coördinaten op Max |
| ------------ | ---------- | ------------ | --------------------------- | -------- | ----------- | ------------- | ------------------ |
| 18 juni 1871 | 02:35:02   | ringvormig   | centraal                    | 125      | 0.9481      | 7m 14s        | 3.5z 144.7o        |
| 12 dec. 1871 | 04:03:38   | totaal       | centraal                    | 130      | 1.0465      | 4m 23s        | 12.7z 119.4o       |
| 6 juni 1872  | 03:20:03   | ringvormig   | centraal                    | 135      | 0.9590      | 4m 20s        | 40.5n 124.8o       |
| 30 nov. 1872 | 18:29:33   | hybride      | centraal                    | 140      | 1.0099      | 0m 47s        | 51.2z 111.8w       |
| 26 mei 1873  | 09:08:56   | gedeeltelijk |                             | 145      | 0.8971      | -             | 63.7n 99.6w        |
| 20 nov. 1873 | 03:22:52   | gedeeltelijk |                             | 150      | 0.5138      | -             | 63.2z 9.5w         |
| 16 apr. 1874 | 14:00:53   | totaal       | centraal                    | 117      | 1.0569      | 4m 11s        | 39.9z 0.9w         |
| 10 okt. 1874 | 11:13:33   | ringvormig   | centraal geen noorddgrens   | 122      | 0.9193      | 6m 28s        | 58.6n 72.0o        |
| 6 apr. 1875  | 06:37:26   | totaal       | centraal                    | 127      | 1.0547      | 4m 37s        | 0.2z 84.8o         |
| 29 sep. 1875 | 12:58:09   | ringvormig   | centraal                    | 132      | 0.9656      | 3m 36s        | 10.0n 10.1w        |
| 25 mrt. 1876 | 20:05:06   | ringvormig   | centraal                    | 137      | 0.9999      | 0m 1s         | 34.8n 141.1w       |
| 17 sep. 1876 | 21:49:15   | totaal       | centraal                    | 142      | 1.0220      | 1m 53s        | 24.6z 164.5w       |
| 15 mrt. 1877 | 02:38:09   | gedeeltelijk |                             | 147      | 0.2917      | -             | 61.0n 56.7o        |
| 9 aug. 1877  | 05:30:24   | gedeeltelijk |                             | 114      | 0.3889      | -             | 62.3n 138.6w       |
| 7 sep. 1877  | 12:48:42   | gedeeltelijk |                             | 152      | 0.6382      | -             | 61.2z 91.8w        |
| 2 feb. 1878  | 08:27:52   | ringvormig   | centraal                    | 119      | 0.9191      | 5m 59s        | 67.9z 122.4o       |
| 29 juli 1878 | 21:47:18   | totaal       | centraal                    | 124      | 1.0450      | 3m 11s        | 53.8n 124.0w       |
| 22 jan. 1879 | 11:53:08   | ringvormig   | centraal                    | 129      | 0.9700      | 3m 3s         | 29.8z 8.5o         |
| 19 juli 1879 | 09:04:32   | ringvormig   | middelste eclips Sarosserie | 134      | 0.9942      | 0m 39s        | 13.0n 42.9o        |
| 11 jan. 1880 | 22:34:25   | totaal       | centraal                    | 139      | 1.0212      | 2m 7s         | 8.3n 164.1w        |
| 7 juli 1880  | 13:10:28   | ringvormig   | centraal                    | 144      | 0.9441      | 5m 47s        | 46.4z 33.4w        |
| 2 dec. 1880  | 03:11:33   | gedeeltelijk |                             | 111      | 0.0369      | -             | 67.8z 42.9w        |
| 31 dec. 1880 | 13:45:01   | gedeeltelijk |                             | 149      | 0.7096      | -             | 65.0n 49.5w        |

### Legenda
| Kolomhoofd         | Uitleg                                                                                                |
| ------------------ | --- |
| Datum              | Datum op het moment van het maximum van de eclips                                                     |
| UTC op Max         | Tijd in UTC op het moment van het maximum van de eclips                                               |
| Type               | Type van de eclips                                                                                    |
| Stijl              | Binnen een type zijn verschillende stijlen mogelijk                                                   |
| Sarosnr            | Het nr van de sarosreeks waartoe de eclips behoort                                                    |
| Magnitude          | Percentage van verduistering van de middellijn van de zon op het moment van het maximum van de eclips |
| Lengte op Max      | Tijdsduur van de eclips op de plek met het maximum                                                    |
| Coördinaten op Max | Coördinaten op het moment van het maximum van de eclips                                               |